# B-Sides & Rarities (1996–2003)
B-sides & Rarities 1996-2003 är ett, precis som titeln antyder, album med b-sidor från bandet Eels. Albumet släpptes den 5 april 2005.

## Låtlista
1. "Fucker" – 2:20
2. "My Beloved Monster" (live) – 2:36
3. "Stepmother" – 2:52
4. "Animal" – 2:40
5. "Susan's Apartment" (Mike Simpson Remix) – 3:31
6. "Altar Boy" – 2:16
7. "Bad News" – 2:58
8. "Dog's Life" – 4:01
9. "Novocaine for the Soul" (Moog Cookbook Remix) – 3:11
10. "Funeral Parlor" – 2:14
11. "Everything's Gonna Be Cool This Christmas" – 2:55
12. "Birdgirl on a Cell Phone" – 3:09
13. "Flyswatter" (Polka Dots Remix) – 2:32
14. "Vice President Fruitley" – 2:17
15. "Jennifer Eccles" – 3:21
16. "My Beloved Monstrosity" – 3:29
17. "Can't Help Falling in Love" – 2:08
18. "Her" – 2:52
19. "Waltz of the Naked Clowns" – 2:49
20. "Sad Foot Sign" – 2:20